# Clemens Neisser

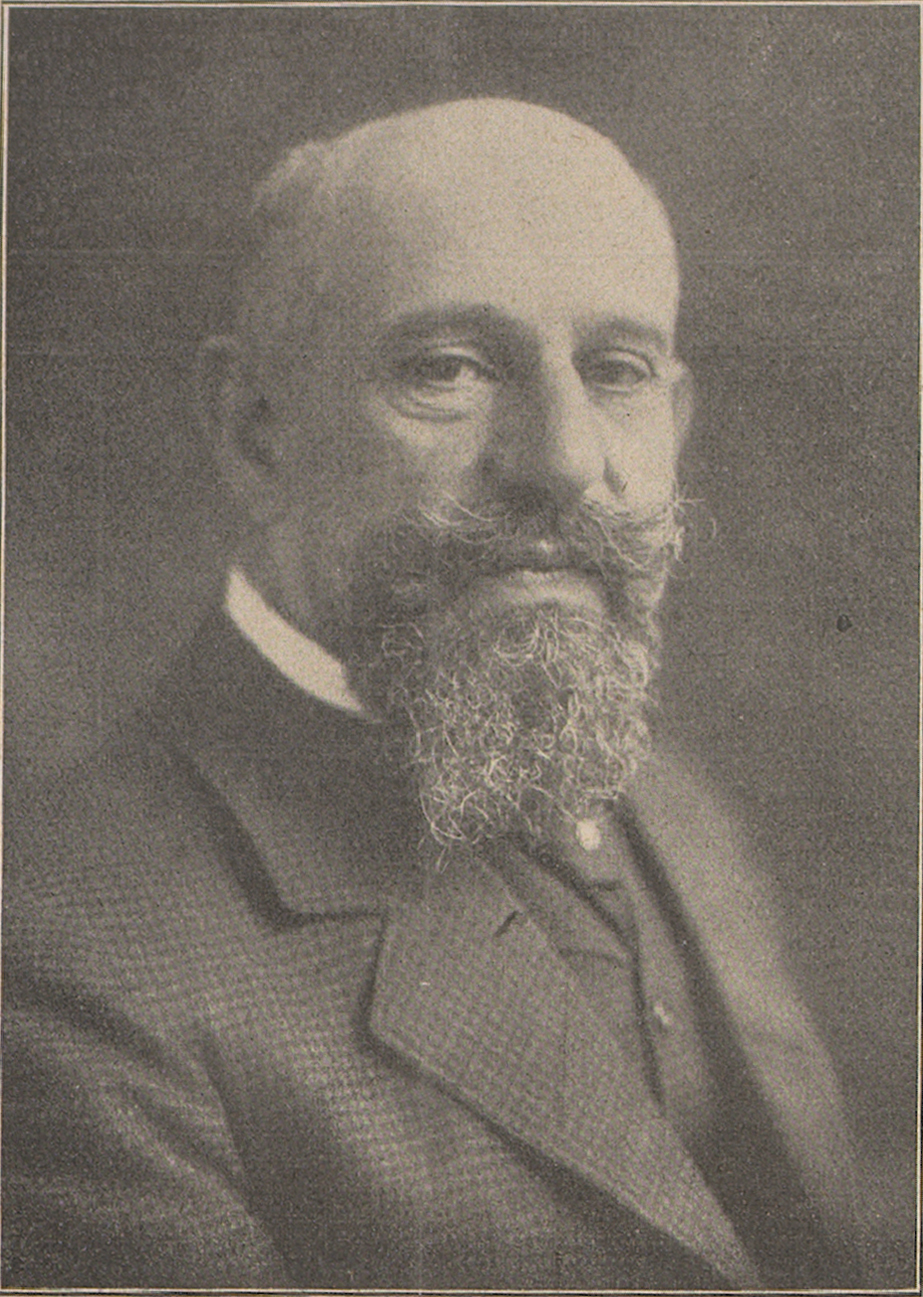
Clemens Neisser

Clemens Neisser (* 8. November 1861 in Schweidnitz; † 1940 in Breslau) war ein deutscher Psychiater. Er propagierte ab den 1890er Jahren die Bettbehandlung psychisch Kranker.

## Leben
Sein Vater war der Arzt Joseph Neisser (1814–1890), ein Bruder der Gelehrte der vedischen Literatur Walter Neisser (1860–1941). Clemens Neisser studierte Medizin in Leipzig unter anderem bei Paul Flechsig. 1886 wurde er approbiert. Ab 1886 war er Assistent bzw. Oberarzt an der Provinzial-Irrenanstalt Leubus unter Wilhelm Alter. 1898 erhielt er die Befugnis, praktische Ärzte in Psychiatrie zu unterrichten. Am 1. April 1902 wurde er Direktor der Provinzial Pflegeanstalt Lublinitz. Am 1. November 1904 wechselte er als Nachfolger Carl Stövers als Direktor an die Heil- und Pflegeanstalt Bunzlau. 1909 wurde Neisser zum Sanitätsrat ernannt. Er gehörte in Bunzlau der Stadtverordnetenversammlung an und wurde 1913 zu deren Vorsteher gewählt. 1926 wurde er zum Obermedizinalrat ernannt. Am 31. März 1930 trat er in den Ruhestand und übersiedelte nach Breslau.

## Werk
Neisser machte sich einen Namen durch seine Arbeiten zur Psychopathologie und Nosologie. Anerkennung fanden vor allem seine Arbeiten zur Paranoia. Auf ihn geht der Begriff „Residualwahn“ zurück, wonach die in akuten Zuständen gebildeten Wahnideen in späteren, ruhigen Stadien der Paranoia erhalten bleiben.
Die Bettbehandlung war erstmals in den 1850er Jahren durch Joseph Guislain und in Deutschland in den 1860er Jahren von Ludwig Meyer zur Behandlung akuter Psychosen empfohlen worden. Im Rahmen eines Vortrages auf dem zehnten internationalen medizinischen Kongress in Berlin trat Neisser dafür ein, der Bettbehandlung mehr Aufmerksamkeit in der psychiatrischen Praxis zu widmen. Vor allem neu aufgenommene Patienten sollten nicht mehr nur nachts, sondern auch tagsüber das Bett hüten. Dahinter stand die Vorstellung, dass körperliche Ruhe auch dem Gehirn Ruhe verschaffen würde. Bei Erregungszuständen sollten damit Isolierungen verhindert und durch die Verknüpfung von Bettliegen und Kranksein zugleich Krankheitseinsicht vermittelt werden. Neisser argumentierte, „dass aufgeregte Geisteskranke, sowohl melancholisch Beängstigte als hallucinatorisch Verwirrte und ganz besonders auch maniakalisch Erregte auf ärztliche Anordnung und bei geeigneter Wartung ruhig im Bett liegen bleiben; ruhig oder lärmend, es sei wie es sei! aber sie bleiben liegen, und das ist die Hauptsache! Das ist gewissermaßen das Ei des Columbus!“
Die Psychiatriehistoriker Heinz Schott und Rainer Tölle weisen aber auch auf die zu Grunde liegenden ordnungsorganisatorischen Motive der Bettbehandlung hin. Psychotische Unruhe ließ sich kaum mit Bettbehandlung beruhigen, während sich generell angewandt aber die Bedürfnisse der Kranken zum Schweigen bringen ließen. So sei die Bettbehandlung „bald zu einem unüberlegt eingesetzten Disziplinierungsmittel“ geworden. Neisser verteidigte dennoch die Bettbehandlung bis zum Ende seiner Laufbahn gegenüber Kritikern wie Hermann Simon, dem Begründer der Arbeitstherapie, als „Krönung und Abschluß der idealen Reformen eines Pinel und Conolly.“

## Schriften (Auswahl)
- Über die Katatonie. Ein Beitrag zur klinischen Psychiatrie. Verlag Von Ferdinand Enke, Stuttgart 1887.
- Die paralytischen Anfaelle. Klinischer Vortrag …. F. Enke, Stuttgart 1894.
- Paranoia und Schwachsinn. Vortrag im Psych. Verein zu Berlin am 21. März 1896. In: Zeitschrift für Psychiatrie Bd. 53. (1896).
- Ueber die Bettbehandlung der akuten Psychosen und über die Veränderungen, welche ihre Einführung im Anstaltsorganismus mit sich bringt. In: Zeitschrift für praktische Aerzte ; No. 18 u. 19, 1900. (1900).
- Individualität und Psychose. Vortrag, gehalten in der allgemeinen Sitzung der Gesellschaft Deutscher Naturforscher und Aerzte zu Meran am 29. September 1905. In: Berliner Klinische Wochenschrift; 45–47. 1906.
- Psychiatrische Gesichtspunkte in der Beurteilung und Behandlung der Fürsorgezöglinge. Vortrag, geh. auf d. Allgem. Fürsorge-Erziehungs-Tage in Breslau 1906. C. Marhold, Halle a. S. 1907.
- Karl Ludwig Kahlbaum 1828-1899. J. Springer, [Berlin 1924].